# Triepeolus remigatus
Triepeolus remigatus är en biart som först beskrevs av Fabricius 1804.  Triepeolus remigatus ingår i släktet Triepeolus och familjen långtungebin. Inga underarter finns listade i Catalogue of Life.